# Dekra

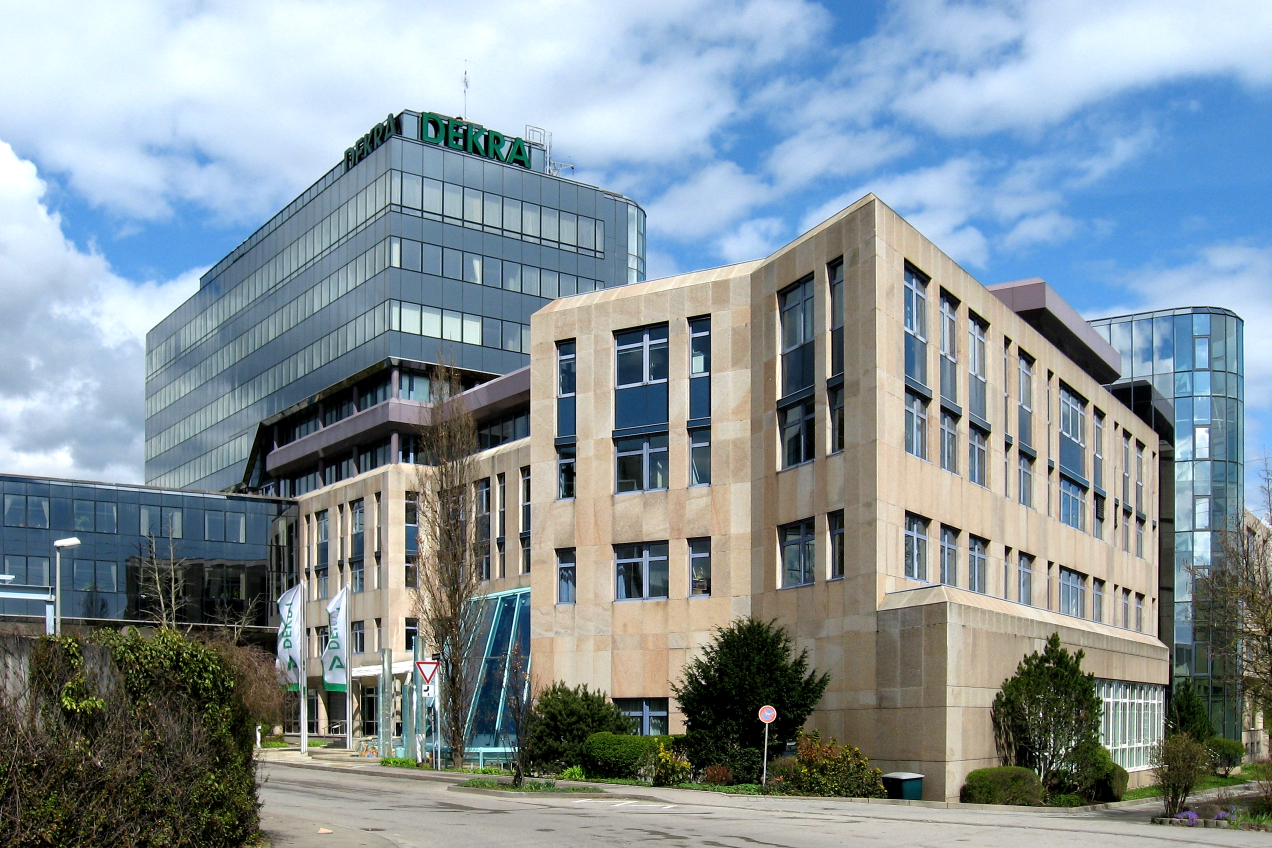
Dekra-Hauptverwaltung in Stuttgart

Dekra (Eigenschreibweise: DEKRA) ist eine 1925 gegründete deutsche Prüfgesellschaft im Sachverständigenwesen. Mit rund 48.646 Mitarbeitern sowie einem Umsatz von 3,8 Milliarden Euro im Jahr 2022 ist Dekra die weltweit größte nicht-börsennotierte Prüfgesellschaft. Der Konzern befasst sich schwerpunktmäßig mit der Prüfung von Kraftfahrzeugen und technischen Anlagen, bietet aber auch weitere Dienstleistungen an. Seinen Sitz hat Dekra seit 1946 in Stuttgart. Das operative Geschäft wird von der Dekra SE geführt, die sich vollständig im Besitz des Dekra e. V. befindet.

## Beschreibung

### Aufgaben
Seit der Gründung verfolgt Dekra das Ziel, für technische Sicherheit zu sorgen.
So führt das Unternehmen als amtlich anerkannte Überwachungsorganisation in Deutschland die periodische Überwachung von Kraftfahrzeugen (Hauptuntersuchung, Untersuchung des Motormanagements und Abgasreinigungssystems) durch. Dazu betreibt Dekra mehr als 600 eigene Standorte und führt die Hauptuntersuchung in über 33.000 Prüfstützpunkten (Werkstätten) durch.
Dekra ist in den alten Bundesländern als „amtlich anerkannte Überwachungsorganisation“ tätig. In den neuen Bundesländern und in Berlin besitzt der Verein außerdem den Status einer „Technischen Prüfstelle für den Kraftfahrzeugverkehr“ mit den dazugehörigen Kompetenzen (beispielsweise Abnahme von Fahrerlaubnisprüfungen und Begutachtungen zur Erlangung von Betriebserlaubnissen).

### Konzernstruktur
Der Dekra e. V. zählt rund 22.000 Mitglieder – überwiegend Unternehmen mit gewerblich genutzten Fuhrparks (Speditionen) – und hält 100 Prozent der Aktien der DEKRA SE.
Die Dekra SE fungiert als Holding für 230 Tochtergesellschaften, assoziierte Unternehmen und Beteiligungen in rund 60 Ländern.
Um schneller und besser auf Kundenanforderungen in aller Welt reagieren zu können, hat Dekra im Januar 2019 seine Business-Unit-Struktur (Automotive, Industrial, Personnel) durch eine Matrix-Organisation aus acht Service Divisions und acht Regionen abgelöst. Mit Wirkung zum Januar 2021 wurde die Zahl der Regionen auf sechs und im August 2022 die Service Divisions auf sieben reduziert.
Die Service Divisions sind:
- Vehicle Inspection (Periodische und nicht-periodische technische Prüfungen sowie Emissionsprüfungen für alle Arten von Fahrzeugen)
- Claims & Expertise (Schadendienstleistungen im Automobil- und Nicht-Automobilbereich, Fahrzeugbewertungs- und Verwaltungsdienstleistungen sowie Schadenregulierung für alle möglichen Schäden)
- Product Testing (Prüfung und Zertifizierung von Konsum-, Industrie-, Automobil-, Informations- und Kommunikationsprodukten sowie Medizinprodukten)
- Industrial Inspection (Dienstleistungen für Gebäude-, Anlagen-, Maschinen- und Infrastrukturinspektionen, einschließlich Materialprüfungen)
- Advisory & Training (Sicherheitsberatung zu Abläufen und Tätigkeiten, am Arbeitsplatz und in der betrieblichen Praxis, Lösungen, Dienstleistungen, Trainings, Fachkräftequalifizierung und -vermittlung aus dem Ausland, Sprache, Integration und Bildung)
- Audit (Bewertungen und Zertifizierungen von Managementsystemen nach internationalen und nationalen Normen)
- Temp Work (Dienstleistungen in den Bereichen Personal-, Lösungs-, Event- und Logistikmanagement)

Die Regionen sind:
- GSA (Germany / Switzerland / Austria)
- South-West Europe
- North-West Europe
- Central East Europe & Middle East
- Americas
- APAC

### Kennzahlen
Im Geschäftsjahr 2022 erreichte die Sachverständigenorganisation einen Umsatz von 3,8 Milliarden Euro. Zum Jahresende 2022 beschäftigte Dekra konzernweit rund 48.646 Mitarbeiter.

## Geschichte
Im Jahr 1925 wurde in Berlin der Deutsche Kraftfahrzeug-Überwachungs-Verein e. V. gegründet. Die Idee einer freiwilligen technischen Überwachung für Kraftfahrzeuge entwickelte der Großindustrielle Hugo Stinnes ein Jahr zuvor. Die ersten Dienstleistungen von Dekra umfassten technische Erprobungen und die Beratung der Mitglieder. Zudem wurden erste Gutachten für Gerichte und Versicherungen erstellt.
Während des Zweiten Weltkrieges wurden keine Prüfungen durchgeführt. 1946 nahmen die Mitarbeiter ihre Arbeit in Stuttgart wieder auf.
Im Jahr 1961 wurde der Dekra als offizieller Überwachungsverein anerkannt. 1968 wurde der seit 1957 bei der Dekra tätige Ingenieur und Rennfahrer Rolf Moll (1928–2023) Vorstandsvorsitzender. Das erste Schulungszentrum eröffnete 1977 in Wart. Die bis heute anhaltende Internationalisierung begann 1981 mit Fahrzeugüberprüfungen in Frankreich.
Mit der Wiedervereinigung Deutschlands am 3. Oktober 1990 beendete das KTA der DDR seine Tätigkeit; 14 Mitarbeiter des KTA wurden vom KBA übernommen. Die übrigen Mitarbeiter wurden ab April 1990 in die am 21. März 1990 neugegründete GmbH TÜV Ost für Verkehrs- und Fahrzeugtechnik übernommen. Diese GmbH setzte sich aus acht Mitarbeitern des KTA als Gesellschafter zusammen. Sie zahlten ihre Stammeinlagen für das Stammkapital der Gesellschaft ein. Nach Änderung der Firmenbezeichnung am 22. Mai 1990 lautet diese DEKRA GmbH Kraftfahrzeugüberwachungsverein.
Am 22. Juli 1990 erfolgte die Abtretung der Geschäftsanteile aller Gesellschafter der GmbH. Das war die Voraussetzung für deren Fusion mit der DEKRA AG Stuttgart bei der Treuhandverwaltung – Berlin.
Die Gesellschafter erhielten ihre Stammeinlagen in ursprünglicher Höhe zurück. Das Ministerium für Verkehrswesen der DDR genehmigte die Gründung der Technischen Prüfstelle für die sechs östlichen Bundesländer (einschließlich Berlin) als DEKRA e. V. Dresden. 
Seit 2000 bietet Dekra über die Dekra Arbeit Personaldienstleistungen an. Ein Jahr später folgte die Gründung von Dekra Industrial. 2003 eröffnete Dekra am EuroSpeedway in der Lausitz das Technology Center mit hochmodernen Mess- und Prüflabors. Mit der Übernahme von Norisko (Frankreich) 2005 weitete Dekra seine Industrieprüfdienstleistungen aus.
Am 13. Juli 2010 wurde die 1990 gegründete Dekra AG in die Dekra SE (Societas Europaea) umfirmiert. Ein Jahr später eröffnete der Konzern seine Asienzentrale in Shanghai. 2016 startete Dekra mit der Fahrzeugprüfung in Portugal und expandierte in den Folgejahren in weitere Länder, darunter China, Chile und Mexiko.
Zusammen mit dem Dekra Technology Center in Klettwitz begann 2017 am Lausitzring der Bau eines Innovationszentrums für die Prüfung vernetzter Mobilität.
2018 wurde die Dekra Digital GmbH mit dem Ziel gegründet, datengetriebene Geschäftsmodelle zu entwickeln, die im Alltag die Sicherheit von digitalen Technologien erhöhen.

## Sponsoring
Dekra ist seit 1989 technischer Partner und Sponsor der DTM. Seit 2022 ist Dekra zudem auch offizieller Partner der Deutschen Volleyball-Bundesliga der Frauen.
Dekra war von 2003 bis 2021 offizieller Sponsor der DFB-Fußballschiedsrichter. Zwischen 1991 und 1995 war Dekra exklusiver Werbepartner von Formel-1-Pilot Michael Schumacher.

## Mitgliedschaften
Dekra ist Mitglied des Netzwerks Europäische Bewegung Deutschland.

## Kurse/Soziales Engagement
Wie beim TÜV Nord werden auch von der Dekra Akademie Kurse für Arbeitslosengeld-II-Empfänger angeboten. Bei Dekra heißt das Konzept "Toys Company". Die Kursteilnehmer haben die Aufgabe, gebrauchte Spielwaren vor dem anschließenden Verkauf zu überprüfen. Unter anderem kann auch die Lösung eines Puzzles zu den Aufgaben gehören. Der Sinn der Arbeit besteht im Wesentlichen darin herauszufinden, ob Teile fehlen.
Das Projekt verfolgt zwei Ziele, nämlich bedürftigen Familien und Alleinerziehenden den Zugang zu kostenlosem Spielzeug zu ermöglichen und gleichzeitig Langzeitarbeitslosen den Wiedereinstieg ins Berufsleben mittels Qualifizierung und Praxiserwerb zu erleichtern.
Das Grundprinzip der Toys Company beruht darauf, gebrauchtes Spielzeug – vom Brettspiel bis zum Kinderfahrrad – über Spendensammlungen zu beschaffen und bei Bedarf in der eigenen Werkstatt fachmännisch zu reparieren und zu reinigen. Sind die Spielsachen wieder funktionsfähig, werden diese an bedürftige Familien mit Kindern (gegen Vorlage eines Arbeitslosengeld II-Bescheides), ebenso wie an soziale Einrichtungen beispielsweise Kindergärten, Kinderheime, Jugendzentren und Krankenhäuser verschenkt.